# Hermann Christian von Wolffradt
Hermann Christian von Wolffradt (* unbekannt; † 16. September 1723 in Dömitz) war Geheimer Rat und Kanzler von Mecklenburg-Schwerin.

## Leben
Hermann Christian von Wolffradt war der dritte Sohn des Hermann von Wolffradt (1629–1684) und der Christine Rehnskiöld.
Er stand zunächst im Dienst des Herzogs Friedrich Wilhelm (I.), des Regenten von Mecklenburg-Schwerin. Um 1705 begleitete er dessen Bruder, Herzog Christian Ludwig, auf eine diplomatische Mission in die Niederlande und nach England. Im Auftrag Friedrich Wilhelm I. reiste er 1713 nach Berlin und zu dessen Schwester, der preußischen Königin Sophie Luise, die nach Perwenitz abgeschoben worden war. Nach dem Tod des Herzogs im gleichen Jahr war er für dessen Nachfolger Karl Leopold tätig. 1720 wurde er von Karl Leopold in Dömitz zum Kanzler ernannt.
Bereits 1718 oder 1719 soll es wegen eines Berichts über eine angebliche Verschwörung gegen Karl Leopold, den von Wolffradt zusammen mit den Geheimen Räten Schöpfer, Schaper und von Petkum unterzeichnet hatte, zu einem gestörten Vertrauensverhältnis gekommen sein. Der Denunziant flüchtete, als die vermeintlichen Verschwörer in Hamburg gefasst werden sollten. Von Wolffrath verfasste ein sehr unterwürfiges Entschuldigungsschreiben, nachdem zwei der Räte entlassen worden waren.
Zum erneuten Konflikt mit dem Herzog soll es mit dem Weggang von Albrecht Joachim von Krakevitz nach Schwedisch-Pommern gekommen sein. Wolffradt, dessen Frau die Mätresse des Herzogs war, fiel plötzlich bei Karl Leopold in Ungnade. Angeblich wurde er der Fälschung eines nicht näher benannten Dokumentes angeklagt. Dass es sich dabei um die Entlassungsurkunde für Krakevitz gehandelt haben könnte, wurde von David Franck in seinem Werk „Altes und Neues Mecklenburg“ als unglaubwürdig bezeichnet. Ab Sommer 1721 wurden gegen von Wolffradt und den Geheimen Kabinettssekretär Scharff Untersuchungen durchgeführt. Dem ebenfalls in Ungnade gefallenen Dömitzer Festungskommandanten Oberst Balzer Detlof von Buggenhagen und dem Oberjägermeister von Bergholz gelang die Flucht. Mit der Zeit wurde die Untersuchung auf den Dömitzer Bürgermeister Brasch, Familienangehörige und Hausangestellte der Verdächtigen sowie auf mehrere Musketiere ausgeweitet. Zwei der Musketiere wurden im Dezember 1721 hingerichtet. Dem durch deren Aussagen belasteten Scharff wurden unter der Folter Aussagen abgepresst, die Karl Leopold angeblich bewogen, kurz darauf Dömitz zu verlassen.
Am 29. Mai 1722 wurde Hermann Christian von Wolffradt durch den Hofgerichtspräsidenten Jakob Carmon und dem Kanzleirat Ch. David Schröder zum Tode verurteilt. Am 16. September 1723 wurde von Wolffradt in Dömitz öffentlich enthauptet. Brasch und Scharff starben in den folgenden Monaten im Gefängnis.

## Familie
Hermann Christian von Wolffradt war seit dem 29. September 1719 mit Frederika Wilhelmina (N.N.) verheiratet. Sie war die Mätresse Karl Leopolds und blieb es auch acht Jahre über von Wolffradts Tod hinaus.